# Убейд Ад-Досарі
Убейд Ад-Досарі (араб. عُبيد الدوسري, нар. 2 жовтня 1975) — саудівський футболіст, що грав на позиції захисника.
Виступав, зокрема, за клуби «Аль-Вахда» (Мекка) та «Аль-Аглі», а також національну збірну Саудівської Аравії, у складі якої був учасником двох чемпіонатів світу.

## Клубна кар'єра
У дорослому футболі дебютував 1995 року виступами за команду «Аль-Вахда» з міста Мекка, в якій провів п'ять сезонів.
Ц 2000 році перейшов у «Аль-Аглі» з Джидди, у складі якого став володарем Кубка наслідного принца Саудівської Аравії, двічі Кубка федерації футболу Саудівської, переможцем Турніру принца Фейсала бін Фахада для арабських клубів і володарем Клубного кубка чемпіонів Перської затоки.
Завершив професійну ігрову кар'єру у клубі Саудівського першого дивізіону «Аль-Дамк», за який виступав протягом 2005—2007 років.

## Виступи за збірні
1993 року залучався до складу молодіжної збірної Саудівської Аравії, взявши у її складі участь у молодіжному чемпіонаті світу в Австралії.
На початку 1995 року у складі національної збірної Саудівської Аравії був учасником Кубка короля Фахда 1995 року, а наступного року поїхав на футбольний турнір Олімпійських ігор 1996 року у Атланті, втім збірна виступала невдало, не виходячи з групи на обох турнірах.  
Наступного року Ад-Досарі поїхав на перший в історії розіграш Кубка конфедерацій 1997 року у Саудівській Аравії, де збірна знову не подолала груповий етап, так само як і на чемпіонаті світу 1998 року у Франції. Сам Убейд зіграв по одній грі на цих змаганнях.
Згодом зіграв у складі збірної на Кубку Азії 2000 року у Лівані, де разом з командою здобув «срібло», а також чемпіонаті світу 2002 року в Японії і Південній Кореї, де зіграв тільки одну гру проти збірної Камеруну). 

## Досягнення
- Переможець Юнацького (U-19) кубка Азії: 1992
- Фіналіст Кубка Азії: 2000
- Володар Кубка арабських націй: 1998, 2002
- Володар Кубка націй Перської затоки: 2002
- Фіналіст Кубка націй Перської затоки: 1998
- Володар Кубка наслідного принца Саудівської Аравії: 2001/02
- Володар Кубка Саудівської федерації футболу: 2000/01, 2001/02
- Переможець Турніру принца Фейсала бін Фахада для арабських клубів: 2001/02
- Володар Клубного кубка чемпіонів Перської затоки: 2002